# Olearia lepidophylla
Olearia lepidophylla là một loài thực vật có hoa trong họ Cúc. Loài này được (Pers.) Benth. mô tả khoa học đầu tiên năm 1867.